# Tachyempis epibosca
Tachyempis epibosca är en tvåvingeart som beskrevs av Axel Leonard Melander 1927. Tachyempis epibosca ingår i släktet Tachyempis och familjen puckeldansflugor. Inga underarter finns listade i Catalogue of Life.